# Futsal nos Jogos Pan-Americanos
O Futsal nos Jogos Pan-Americanos aconteceu apenas em 2007 no Rio de Janeiro, devido a escolha do esporte pelo Comitê Olímpico Brasileiro.

## Resultados
| Ano           | Sede                    |        | Final  | Final     | Final    |                    | Decisão 3º Lugar | Decisão 3º Lugar | Decisão 3º Lugar |
| Ano           | Sede                    | Ouro   | Placar | Prata     | Bronze   | Placar             | 4º Lugar         |                  |                  |
| 2007 Detalhes | Brasil · Rio de Janeiro | Brasil | 4–1    | Argentina | Paraguai | 6–5 no Tempo Extra | Costa Rica       |                  |                  |

## Quadro de Medalhas
| Ordem | País      | Medalha de ouro | Medalha de prata | Medalha de bronze | Total |
| ----- | --------- | --------------- | ---------------- | ----------------- | ----- |
| 1     | Brasil    | 1               | 0                | 0                 | 1     |
| 2     | Argentina | 0               | 1                | 0                 | 1     |
| 3     | Paraguai  | 0               | 0                | 1                 | 1     |
| Total | Total     | 1               | 1                | 1                 | 3     |